# Araeopteron
Araeopteron é um gênero de traça pertencente à família Erebidae.